# Formation géologique Fra Mauro

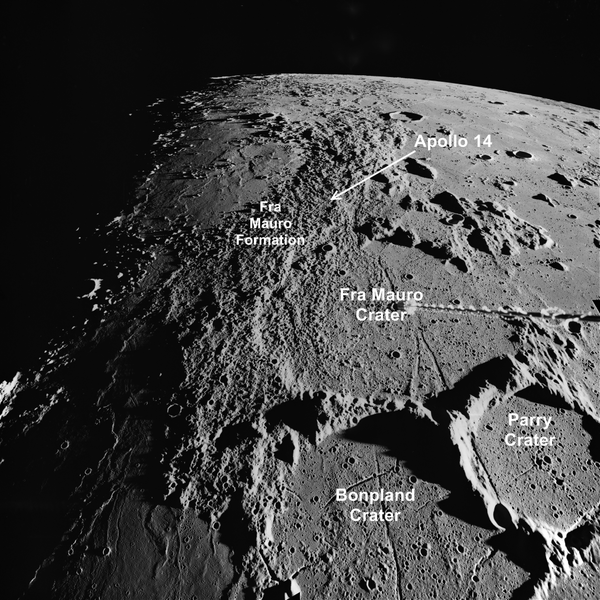
Vue du site d'alunissage d'Apollo 14 sur la formation géologique Fra Mauro au nord du cratère Fra Mauro.

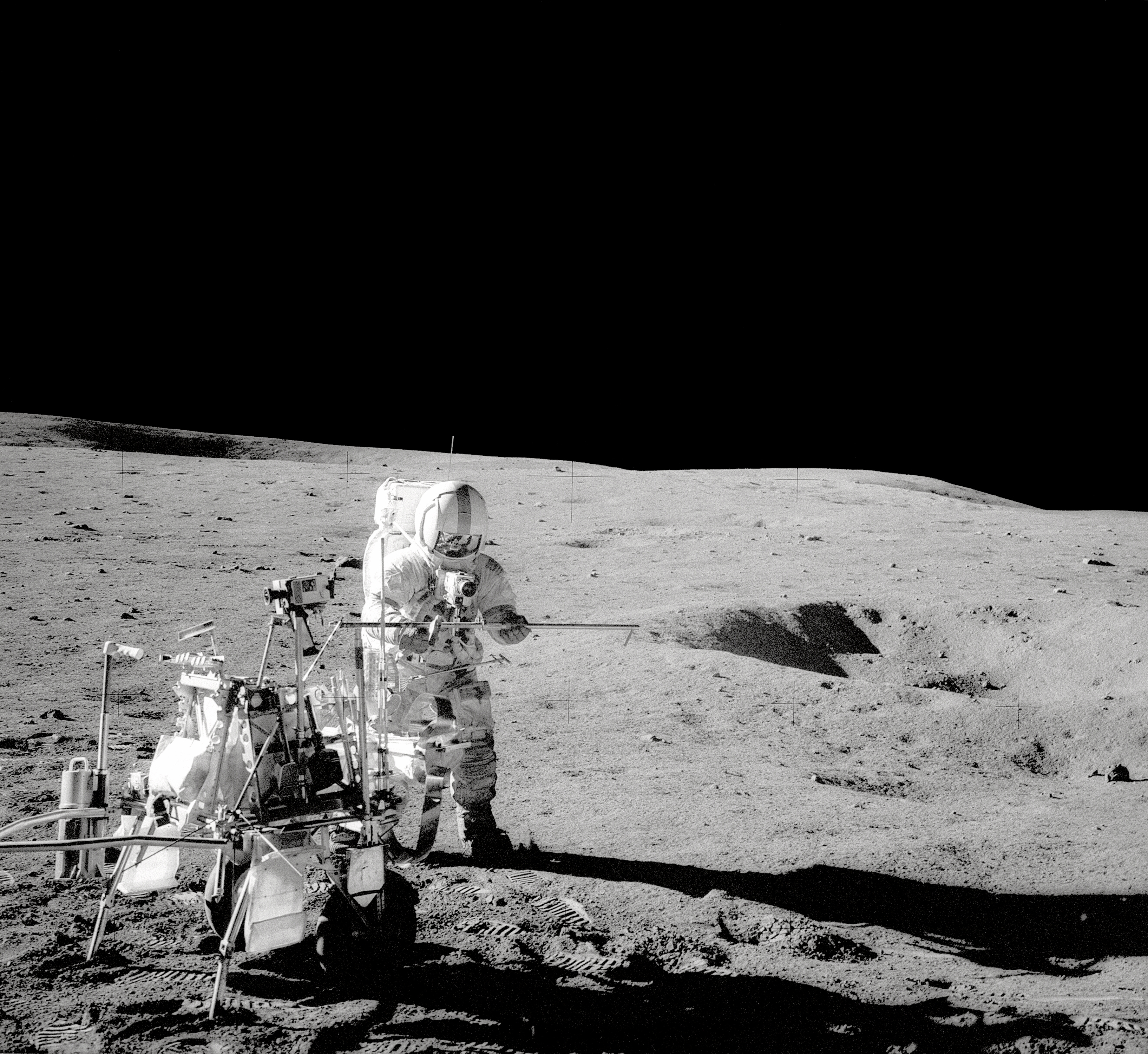
Alan Shepard travaillant près du module lunaire Apollo 14 sur la formation géologique Fra Mauro.

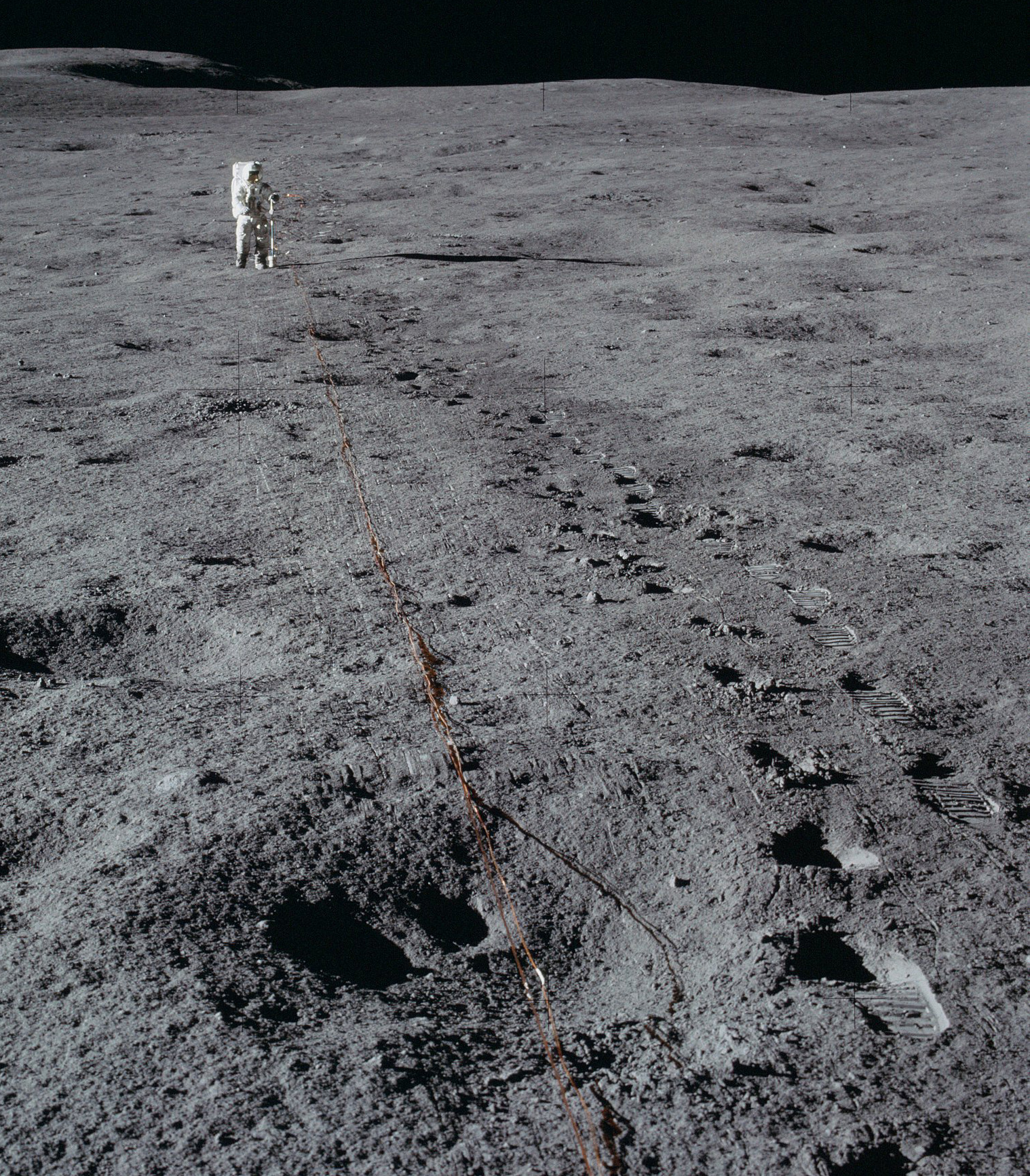
Edgar Mitchell tenant le percuteur lors de la mission Apollo 14.

La formation géologique Fra Mauro est un massif montagneux qui s'étire juste à l'ouest du grand cratère Fra Mauro qui lui a donné son nom et à l'est de la Mare Imbrium. Le bassin Imbrium est entouré d'une région tapissée d'éjectas, sur environ 800 km de distance, formant les plaines imbriennes de la formation Fra Mauro étudiée géologiquement par la mission Apollo 14.

## Caractéristiques
Cette formation géologique a été formée par les éjectas et débris reçus lors de la formation de la Mer des Pluies (Mare Imbrium) située à côté. Ce site géologique a été retenu pour accueillir la mission Apollo 13, puis après son échec la mission suivante, Apollo 14, dont le module lunaire s'est posé à cet endroit en 1971. Les données de la mission lunaire de la NASA ont permis de déterminer l'âge approximatif de la Mare Imbrium et qui suggère que cette formation géologique a environ 4,25 milliards d'années. En effet, les débris trouvés dans la formation géologique Fra Mauro peuvent provenir des profondeurs sous la croûte d'origine, et les échantillons recueillis par les astronautes Alan Shepard et Edgar Mitchell de la mission Apollo 14, ont donné un aperçu de la pétrologie et de l'histoire géologique de la Lune. La plupart des échantillons lunaires étudiés de la formation géologique Fra Mauro sont classés comme des roches provenant des environs du cratère et ne seraient pas des roches volcaniques ni basaltiques.
L'ASE (Active Seismic Experiment : expérience de sismographie active) a permis de mesurer l'épaisseur de la couche de régolithe sur le site de Fra Mauro : environ 8,5 mètres en moyenne (avec des ondulations sur une épaisseur de deux mètres), en accord avec l'estimation théorique de 6  à   12 mètres. L'épaisseur de l'éjecta sous-jacent a été mesurée à 75 mètres. L'analyse de l'exposition du régolithe aux rayons cosmiques a montré que le Cone Crater a été formé il y a 25 millions d'années. L'impact du Cone Crater ayant eu lieu sur une colline de 100 m de hauteur, le cratère n'a pas été suffisamment profond pour atteindre le substrat en dessous de l'éjecta. Mais avoir des échantillons de ce substrat n'était pas un objectif majeur. L'essentiel était d'avoir des échantillons de l'éjecta, qui est lui-même représentatif d'un substrat très ancien, excavé par le méga-impact ayant formé la Mer des Pluies.